# 李梅 (秦腔演员)
李梅（1969年6月16日—），陕西西安人，中国秦腔表演艺术家，一级演员、陕西省戏曲研究院院长，陕西省戏剧家协会副主席，中国戏剧梅花奖二度梅获得者。